# Agar
Ágar je želatinska snov iz morskih alg. Pridobivajo ga zlasti iz alg rodov Gelidium in Gracilaria. Kemijsko ga sestavlja kompleksni ogljikov hidrat. V medicini se uporablja kot podlaga bakterioloških gojišč, medijev za imunodifuzijo in imunoelektroforezo, raznih emulzij in odvajal, v prehrani kot zgoščevalo (na primer pri pripravi sladic), v vegetarijanski kuhinji lahko nadomešča želatino.